# 跟随铁托元帅
跟随铁托元帅（羅馬化：Uz Maršala Tita），是第二次世界大战期间南斯拉夫游击队的军歌，作词者为克罗地亚民族解放国家反法西斯委员会主席弗拉基米尔·纳佐尔，南斯拉夫作曲家奥斯卡·达农作曲。歌曲歌颂了游击队领导人约瑟普·布罗兹·铁托元帅，驳斥了法西斯傀儡政权克罗地亚独立国和乌斯塔沙宣扬的克罗地亚人先祖为哥特人一说，强调了南斯拉夫人民的斯拉夫血统。在1948年苏南交恶前，歌词的第一句为“Uz Tita, Staljina, dva junačka sina”（跟随铁托和斯大林，两个祖国英勇的儿子），后删去斯大林的名字。该歌曲在南斯拉夫境内各加盟国、自治省的主要语言中均有译词，并在不同区域用不同语言演唱。